# Stefano Patuanelli

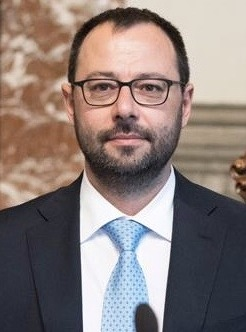
Stefano Patuanelli (2019)

Stefano Patuanelli (* 8. Juni 1974 in Triest) ist ein italienischer Politiker und Bauingenieur.
Der der Fünf-Sterne-Bewegung angehörende Patuanelli war von 2019 bis 2021 italienischer Wirtschaftsminister im Kabinett Conte II und vom Februar 2021 bis Oktober 2022 italienischer Landwirtschaftsminister im Kabinett Draghi.

## Leben
Nach dem Besuch des naturwissenschaftlichen Gymnasiums Oberdan in Triest, studierte Patuanelli Bauingenieurwesen an der Universität Triest, das er 2003 erfolgreich abschloss. Seit 2004 ist er als Bauingenieur und seit 2005 freiberuflich tätig. Zwischen 2009 und 2011 arbeitete er als Berater für Baufragen für die Provinzverwaltung Triest.
Patuanelli machte seine ersten politischen Erfahrungen 2005, als er die Ortsgruppe Triest der Freundesgruppe Beppe Grillo, Vorläufer des Movimento 5 Stelle, gründete. Nachdem er die Ortsgruppe mehrere Jahre leitete, wurde er 2011 zum Sprecher der Fünf-Sterne-Bewegung in Triest ernannt. Infolgedessen gab er seine Beratertätigkeit für die Provinz auf, um eventuelle Interessenskonflikte zu vermeiden. Von 2011 bis 2016 gehörte er dem Stadtrat von Triest an. Bei den Parlamentswahlen im März 2018 kandidierte er für die Fünf-Sterne-Bewegung in der Region Friaul-Julisch Venetien erfolgreich für den Senat.
Nach seiner Wahl zum Senator wurde er von Luigi Di Maio zum Fraktionsvorsitzenden der Fünf-Sterne-Bewegung im Senat ernannt. Im September 2019 wurde Pantuanelli nach dem Bruch der Koalition aus Fünf-Sterne-Bewegung und Lega zum Wirtschaftsminister im Kabinett Conte II berufen. Infolgedessen gab er den Fraktionsvorsitz im Senat ab. Vom Februar 2021 bis Oktober 2022 war Patuanelli Landwirtschaftsminister im Kabinett Draghi.
Bei den Parlamentswahlen 2022 zog er erneut für die Fünf-Sterne-Bewegung in den Senat des Italienischen Parlaments ein.
Patuanelli ist verheiratet und hat drei Kinder.